# Maas van der Feen

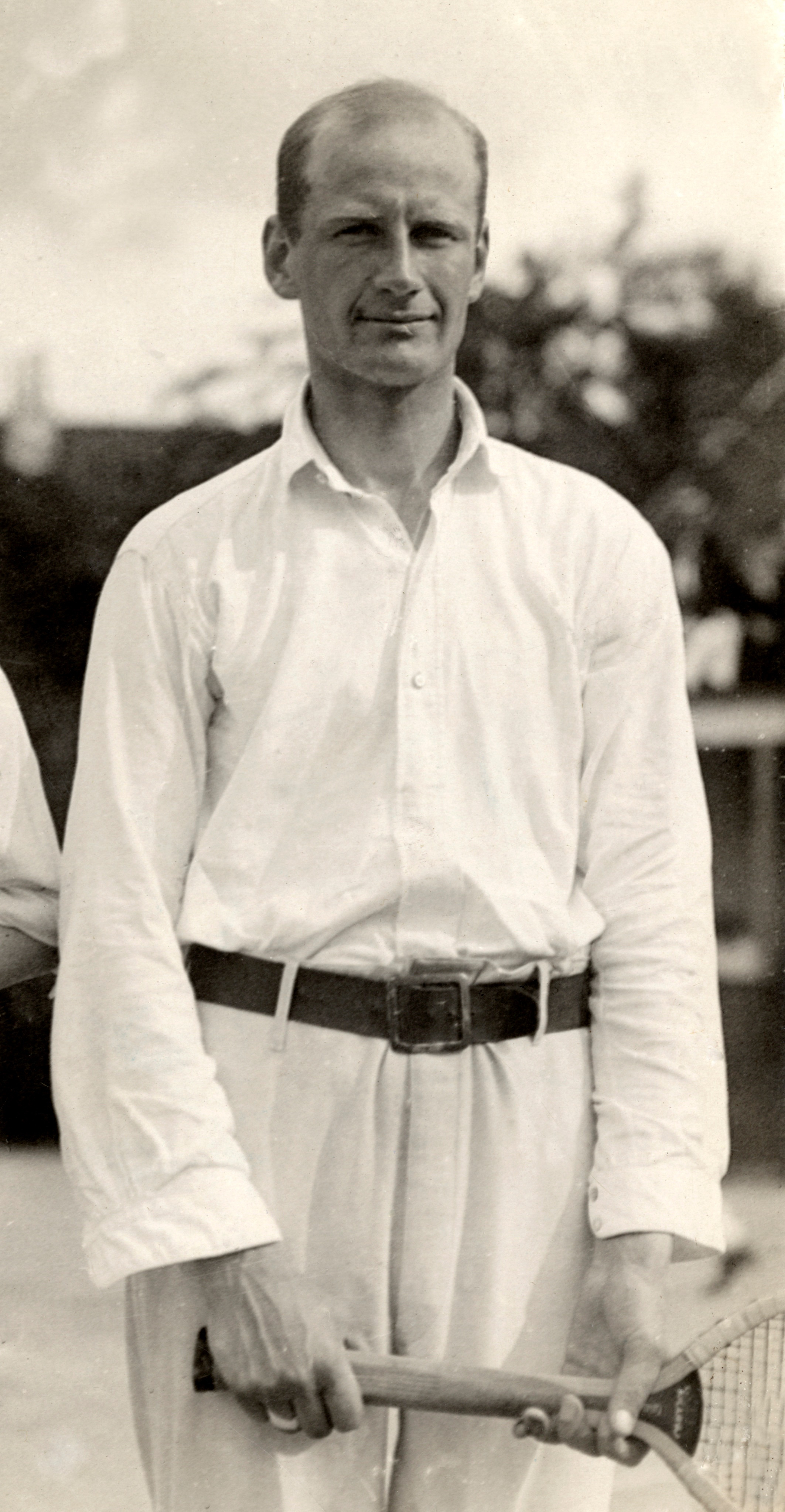
Maas van der Feen in 1918

Marius (Maas) van der Feen (Drachten, 1 februari 1888 – Den Haag, 10 maart 1973) was een Nederlands tennisser.
Van der Feen werd vijf keer Nederlands kampioen. In 1913, 1914, 1918 en 1924 was hij kampioen in het enkelspel. In 1913 won hij tevens het heren dubbelspel. Hij nam deel aan de Olympische Zomerspelen 1924, waarop hij in het enkelspel in de tweede ronde werd uitgeschakeld door de Indiër Mohammed Sleem. In het dubbelspel kwam hij samen met Gerard Leembruggen niet verder dan de eerste ronde.
In 1925 en 1926 nam Van der Feen deel aan het tennistoernooi Wimbledon. Zijn loopbaan liep van ongeveer 1910 tot in de jaren dertig, daarna was hij als veteraan nog op hoog niveau actief. Tevens was hij bestuurslid van de Nederlandse Lawn Tennis Bond. Vanwege zijn verdiensten werd hij bij zijn aftreden in 1931 benoemd tot erelid.